# Cavezzo
Cavezzo is een gemeente in de Italiaanse provincie Modena (regio Emilia-Romagna) en telt 7072 inwoners (31-12-2004). De oppervlakte bedraagt 26,8 km², de bevolkingsdichtheid is 258 inwoners per km².
De volgende frazioni maken deel uit van de gemeente: Motta, Disvetro.

## Demografie
Cavezzo telt ongeveer 2775 huishoudens. Het aantal inwoners steeg in de periode 1991-2001 met 5,8% volgens cijfers uit de tienjaarlijkse volkstellingen van ISTAT.
| Jaar | Inwoneraantal |
| ---- | ------------- |
| 1991 | 6351          |
| 2001 | 6722          |

## Geografie
De gemeente ligt op ongeveer 22 m boven zeeniveau.
Cavezzo grenst aan de volgende gemeenten: Carpi, Medolla, Mirandola, Novi di Modena, San Possidonio, San Prospero.